# 薛恩厚
薛恩厚（1915年—1981年），原名薛永禄，男，回族，直隶（今河北）涿县人，中国剧作家，曾任中国评剧院院长。